# 112 Gwardyjska Brygada Rakietowa
112 Gwardyjska Brygada Rakietowa, ros. 112-я гвардейская ракетная бригада – samodzielny związek taktyczny Sił Zbrojnych Federacji Rosyjskiej, służący w Wojskach Lądowych Federacji Rosyjskiej w ramach Zachodniego Okręgu Wojskowego.
Siedzibą sztabu i dowództwa brygady jest Szuja.